# Pasung
Pasung is een bestuurslaag in het regentschap Klaten van de provincie Midden-Java, Indonesië. Pasung telt 2721 inwoners (volkstelling 2010).